# Ronnie Wilkins
Ronnie/Ronny Wilkins is een Amerikaans songwriter. Hij is de schrijver van de hits Son of a preacher man en Love of the common people.

## Biografie
Hij groeide op in een dorp in North Carolina en vervolgens in Nashville. Wilkin schreef begin jaren zestig muziek voor Tree International, een van de meest geliefde muziekuitgevers van dat moment in Music Row, het muzikale hart in Nashville.
Tijdens een sessie voor Aretha Franklin in Muscle Shoals werden ze door Jerry Wexler van Atlantic Records gevraagd om muziek te schrijven voor Franklin. Franklin was een dochter van een priester, wat hem en Hurley op het idee brachten om Son of a preacher man te schrijven. Het nummer stond in twee tot drie kwartier op papier. Het bleek achteraf echter te gospel-achtig voor de elpee van Franklin en werd daarom een paar weken later nogmaals opgenomen door Dusty Springfield. Het werd een wereldwijde hit voor Springfield, met een nummer 10-notering in de VS en diverse nummer 1-noteringen in Europa.
Een andere uit zijn koker Zo ook Love of the common people dat The Four Preps in 1966 al eens hadden uitgebracht. Dit werd in in de jaren tachtig een wereldwijde hit in de uitvoering van Paul Young.